# رايلي أونيل
رايلي أونيل (9 سبتمبر 1985 بفانكوفر في كندا - ) هو لاعب كرة قدم كندي في مركز الهجوم. شارك مع منتخب كندا تحت 17 سنة لكرة القدم ومنتخب كندا تحت 20 سنة لكرة القدم. أما مع النوادي، فقد لعب مع آينتراخت براونشفايغ وميبا وSV Wilhelmshaven ‏ وEintracht Braunschweig II ‏ وVictoria Highlanders FC ‏.

## وصلات خارجية
- رايلي أونيل على موقع الاتحاد الدولي (مؤرشف)  (الإنجليزية)
- رايلي أونيل على موقع قاعدة بيانات كرة القدم.إي يو (الإنجليزية)
- رايلي أونيل على موقع Soccerway.com (الإنجليزية)
- رايلي أونيل على موقع عالم كرة القدم.نت (الإنجليزية)